# Миомир Јакшић
Миомир Јакшић (Београд, 1954) српски је економиста, редовни професор, продекан, декан Економског Факултета Универзитета у Београду. Његов отац је угледни физичар и народни херој, генерал Павле Јакшић. 

## Биографија
Рођен у Београду 1954. Године 1976. завршио Економски факултет и Факултет политичких наука Универзитета у Београду. Магистрирао 1979. и докторирао 1982. на Економском факултету у Београду. Године 1976. запослио се као асистент-приправник на предмету „Развој економске мисли“ на Економском факултету у Београду. Године 1993. изабран за редовног професора на истом предмету. Предавао на Економском факултету у Брчком, Крагујевцу, одељењима Економског факултета у Шапцу и Ужицу.
На Економском факултету у Београду на основним студијама предаје предмете “Основи макроекономије“, “Макроекономска анализа“, и ,,Историја економије“, на мастер студијама предмет ,,Макроекономија: анализа и политика“. Руководи међународним мастер курсом „Макроекономија у привредама у транзицији“, Економски факултет у Београду и универзитет у Ници. По позиву држао предавања у Белгији, Британији, Јапану, Пољској и Грчкој. Био члан редакције часописа „Пословни круг“, научне секције СЕЈ-а, регионални уредник листа „World minded easterner“, „На рубеже веков“ (Београд-Москва), „Економика“, „Марксистичка мисао“, „Марксизам у свету“, „Проблеми савременог капитализма“ (Берлин), председник „Друштва за проучавање европских идеја“ са седиштем у Београду.

## Научна каријера
Био је сарадник Института за европске студије у Београду. Професор Јакшић је главни редактор Економске и пословне енциклопедије и Економског речника. Био шеф Катедре за економску теорију и анализу на Економском факултету, Београд. Од 1994-96. био је продекан Економског факултета у Београду. Године 1996-7. био је Декан Економског факултета у Београду. У периоду 1998-2001. био Заменик председника Одбора за друштвене науке Министарства за науку и технологију Србије. Био је потпредседник Асоцијације економских факултета Југоисточне Европе са седиштем у Солуну. У периоду од 2004. до 2012. године био је председник Савета Економског факултета у Београду.
Био је члан Савета Агенције за енергетику Републике Србије. Члан Научног друштва економиста Србије, Академије економских наука, Научног друштва Србије, Одбора за акредитацију Министарства науке Србије. Бави се економском теоријом, развојем економске мисли, историјом економије, азијским начином производње, макроекономском теоријом и политиком.

## Публикације
Са проф. др И. Стојановићем главни је редактор „Економске и пословне енциклопедије“ (II тома, 1994). Приредио је шест тематских зборника часописа „Марксизам у свету“ и превео четири књиге из области економије.
Објављене књиге:
- Теорија начина производње (1985), ЦКД, Загреб.
- Периферна привреда и зависни развој (1985), Економски факултет, Београд.
- Елементи макроекономске анализе (1985), коаутор, Савремена администрација, Београд.
- Принципи макроекономије (1987), коаутор, Савремена администрација, Београд.
- Принципи економије (I изд., 1989, три издања), коаутор, Савремена администрација, Београд.
- Доктрине великих економиста, коаутор, (1991), Екопрес
- Перспективе европске интеграције – проблеми макроекономске координације у ЕЗ, ИЕС, Београд, 1993,
- Доктрине великих економиста (I изд. 1994, пет издања), Економски факултет, Београд.
- Економска читанка, 1994, Економски факултет, Београд.
- Парадокси и загонетке у економији, Чигоја штампа, 1998.
- Макроменаџмент, Чигоја штампа, 1998.
- Развој економске мисли, I изд., 1999, Економски факултет, Београд.
- Савремени светски систем, Чигоја штампа, 1999.
- Макроекономија, IV изд., Чигоја штампа, 1. изд, 1998.
- Макроекономија: принципи и анализа, I изд., Економски факултет, Београд, 2004.
- Основи макроекономије, I изд., Економски факултет, 2005.
- Основи макроекономије – примери, I изд., коаутор, Економски факултет, 2005.
- Макроекономска анализа,II изд., коаутор, Економски факултет, Београд, 2006.
- Историја економије, I изд., 2007, Економски факултет, Београд, коаутор.
- Политичка макроекономија, 1 изд., 2011, Економски факултет, Београд, коаутор.

## Извор
- https://www.ekof.bg.ac.rs/jaksic-dr-miomir/